# Горнотаёжная станция имени В. Л. Комарова
Горнотаёжная станция им. В. Л. Комарова — научно-исследовательское учреждение Дальневосточного отделения Российской академии наук. Находится в окрестностях села Горно-Таёжное Уссурийского городского округа Приморского края. Расстояние до Уссурийска (через Глуховку) — около 20 км, до трассы «Уссури» (через Баневурово) — около 14 км.
Горнотаёжная станция им. В. Л. Комарова и село Горно-Таёжное расположены на западных склонах гор Пржевальского, в долине реки Комаровка. По соседству находится Уссурийская астрофизическая обсерватория и Уссурийский заповедник.
Уссурийская горнотаёжная станция основана 16 декабря 1932 года. Через восемь лет переименована в честь президента Академии наук СССР Владимира Леонидовича Комарова, к его 70-летию.
Станция занимается изучением лекарственных растений, дендрологией, экологией насекомых, мониторингом лесной растительности, изучением физиологии и селекции лесных растений. На её территории с 1930-х годов находится естественный дендрарий, в котором произрастают не только представители дальневосточной флоры, но и растения других стран и материков. Задуманный как естественный парк Уссурийского леса, он неоднократно пополнялся деревьями, кустарниками, травами из различных уголков земного шара.

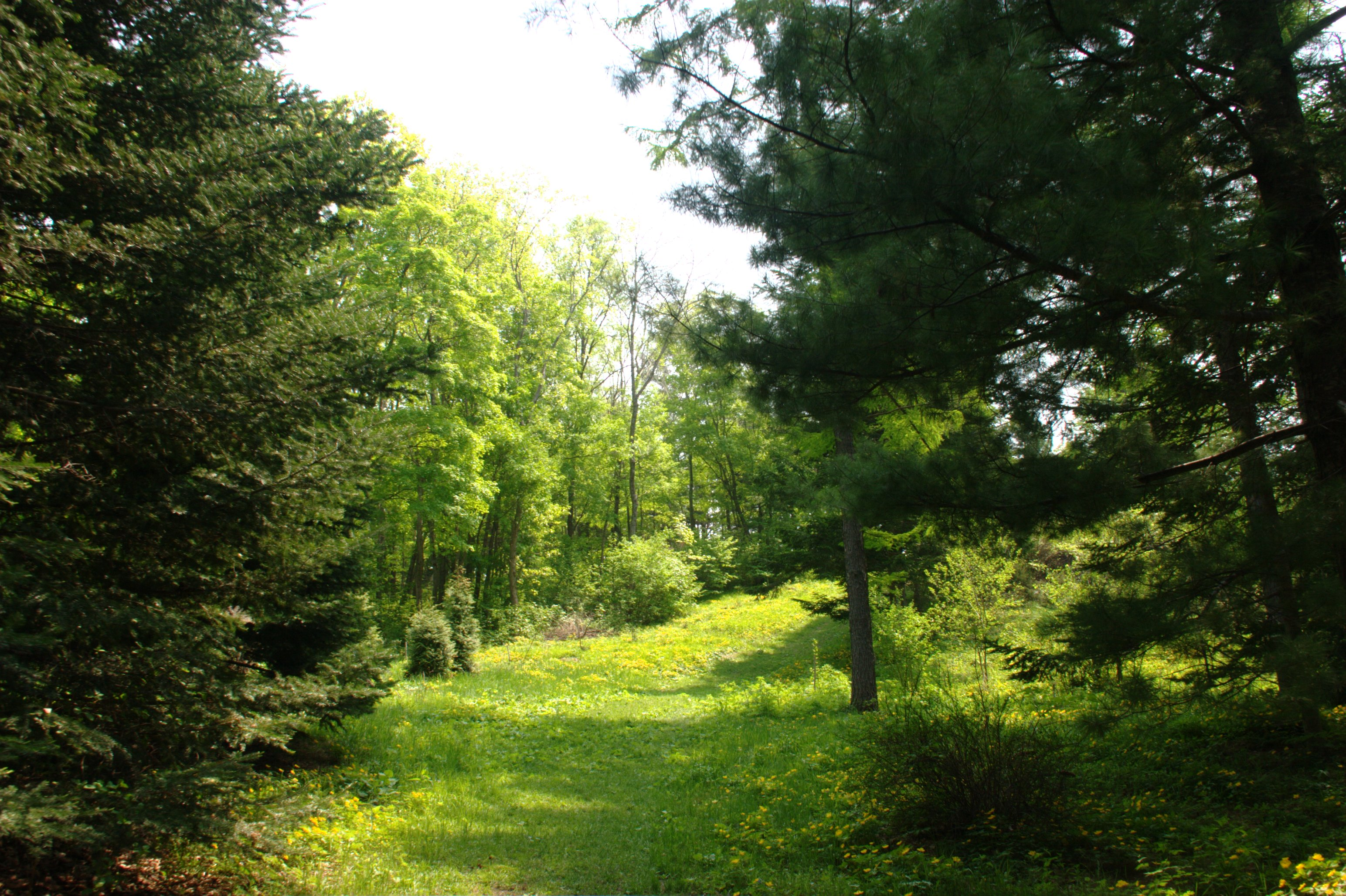
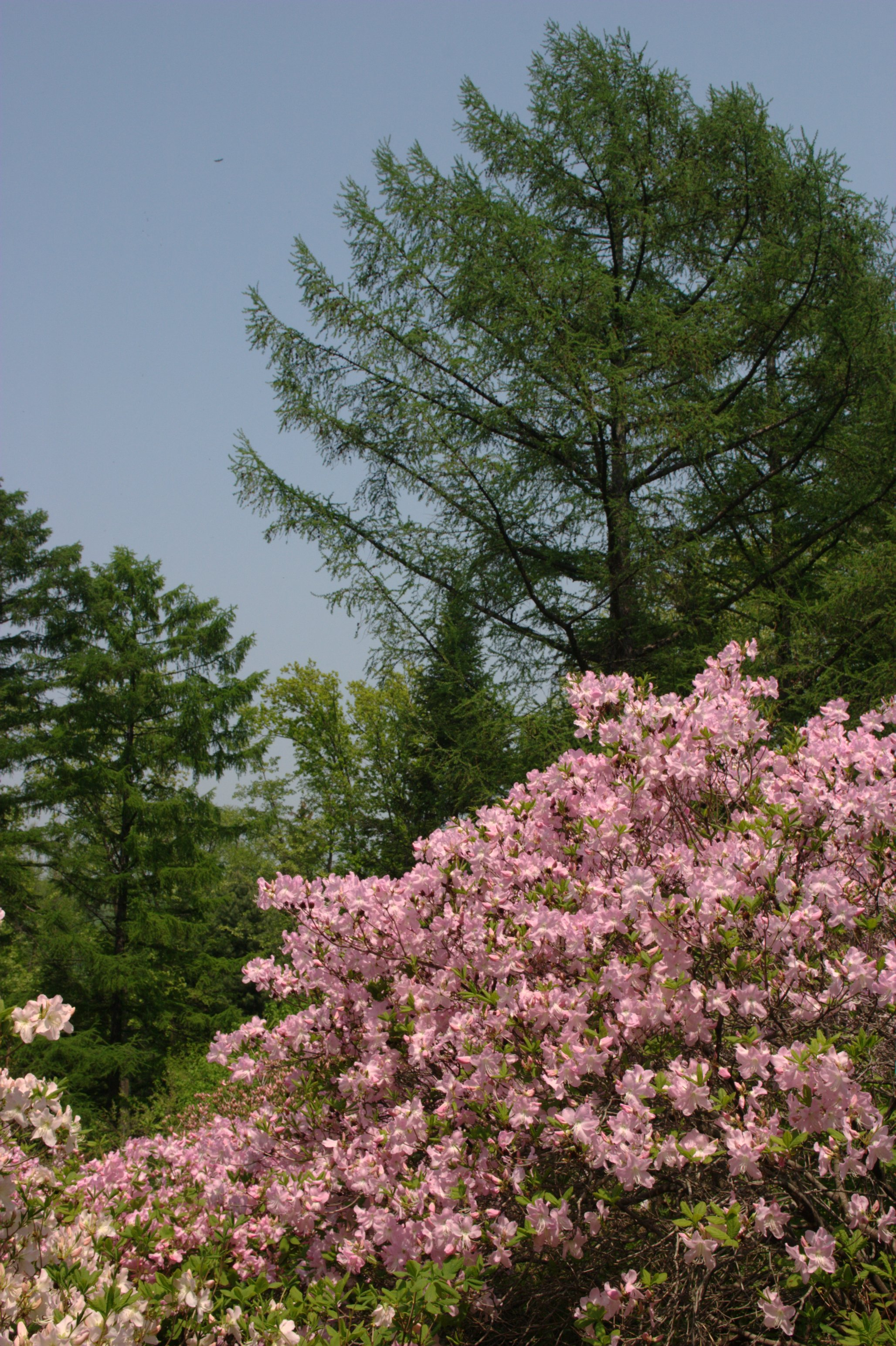
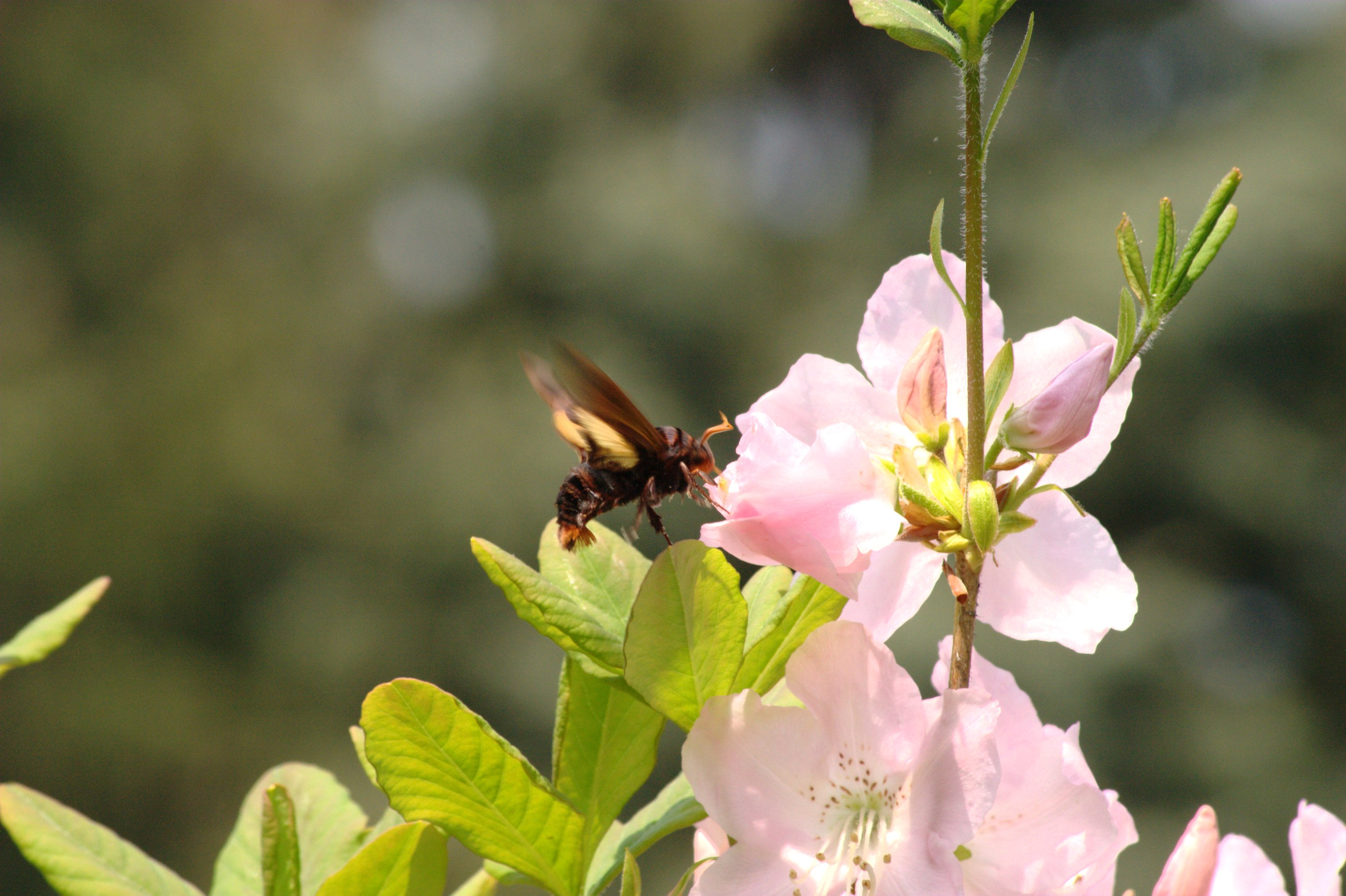
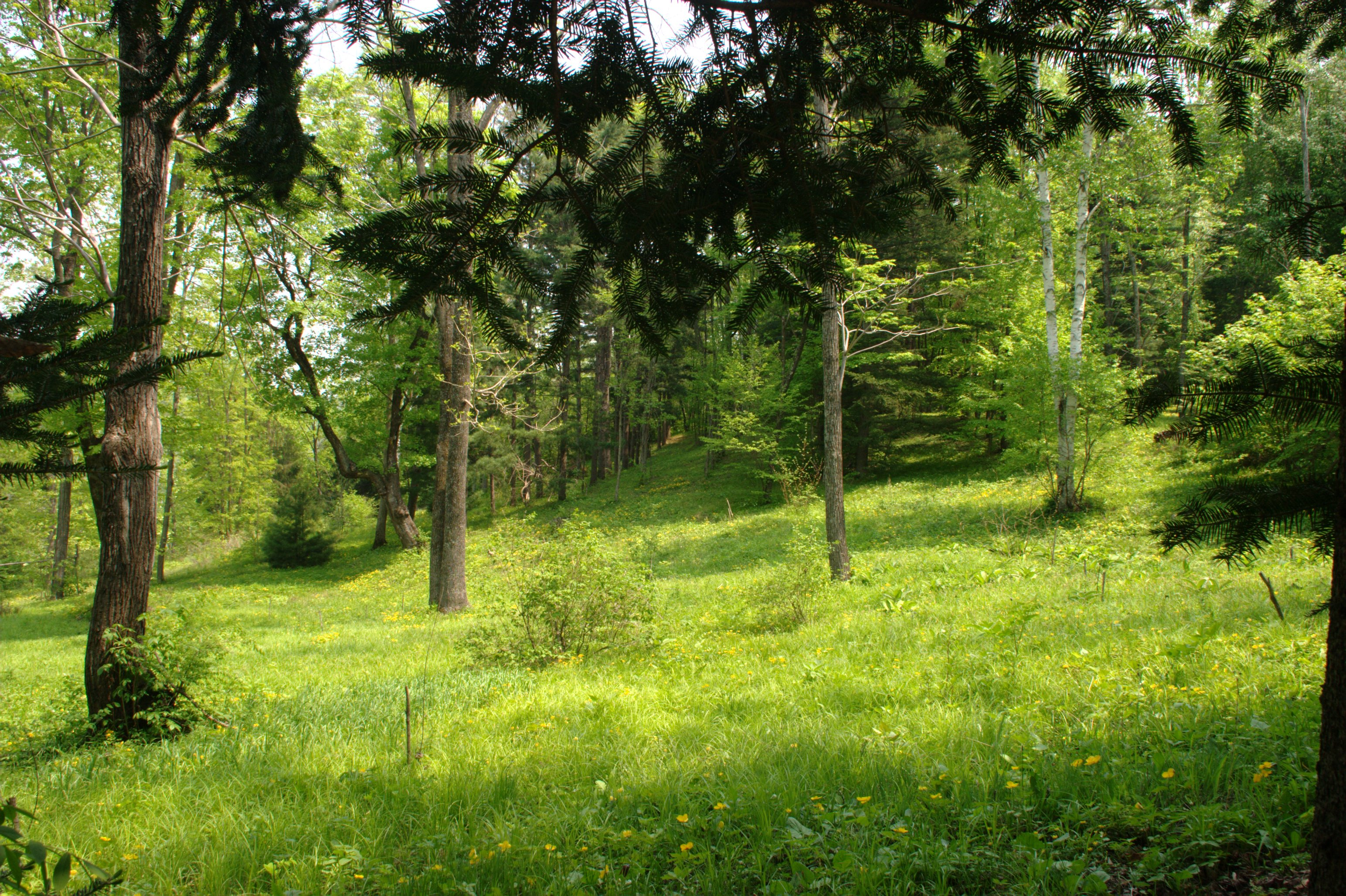
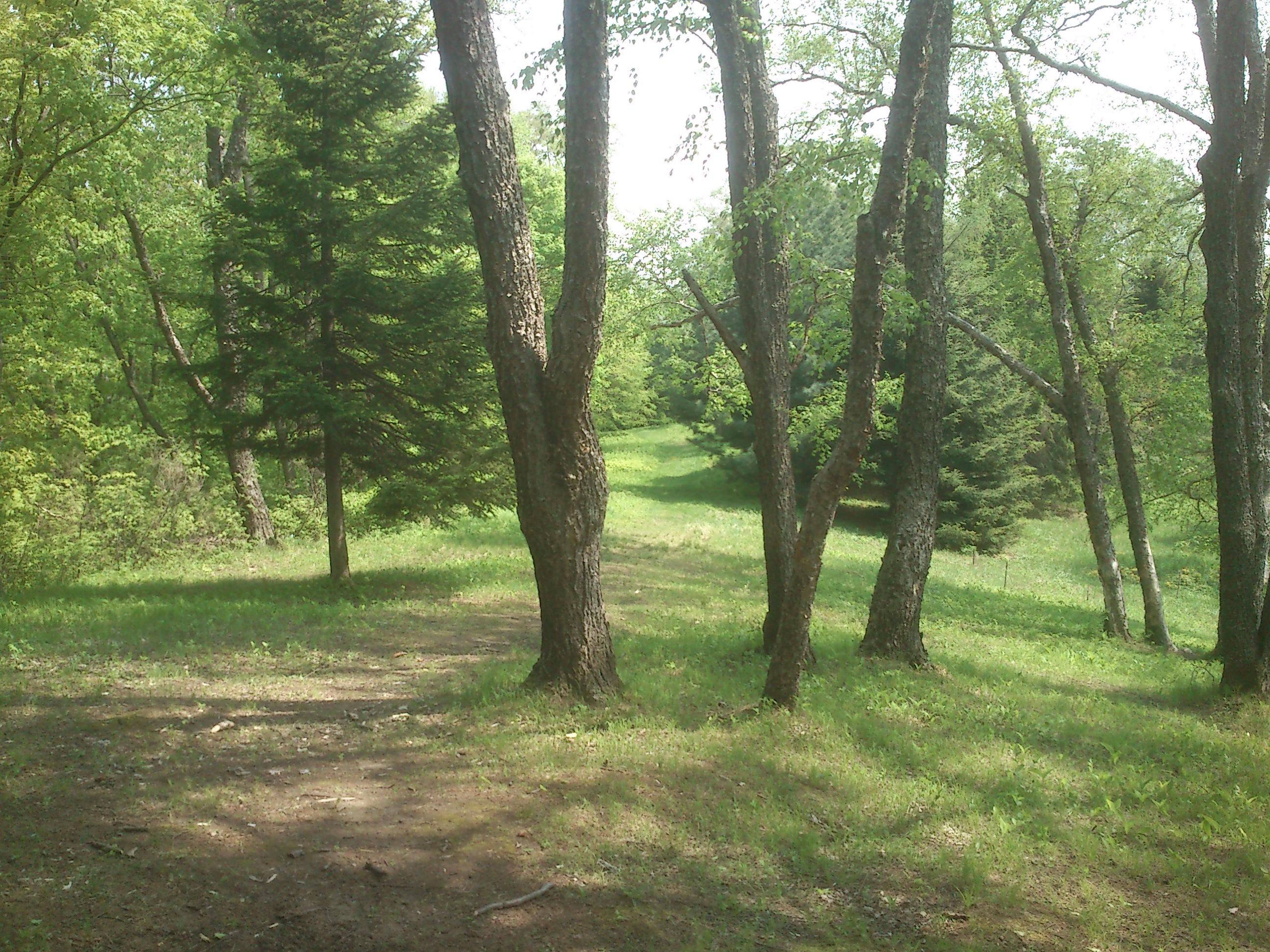
Тропа